# 独流站
独流站是一个京沪线上的铁路车站，位于天津市静海区良王庄乡，目前为四等站，邮政编码为301602。目前客运 ：不办理旅客乘降；不办理行李、包裹托运；货运：办理整车货物发到；不办理危险货物发到。
车站建于1909年，当时设有3条股道。1956年车站北迁315米处，与原良王庄站合并，设4条到发线和1条货物线:269。